# تريفور ماي
تريفور ماي (بالإنجليزية: Trevor May)‏ هو لاعب كرة قاعدة أمريكي، ولد في 23 سبتمبر 1989 في كيلسو في الولايات المتحدة.

## وصلات خارجية
- تريفور ماي على موقع دوري كرة القاعدة الرئيسي (الإنجليزية)
- تريفور ماي على موقعبيزبول رفرنس.كوم (الدوري الرئيسي) (الإنجليزية)
- تريفور ماي على موقعبيزبول رفرنس.كوم (الدوري الثانوي) (الإنجليزية)
- تريفور ماي على موقع إي إس بي إن.كوم (أم.أل.بي) (الإنجليزية)
- تريفور ماي على موقع مشجعي الرسوم البيانية (الإنجليزية)